# (4570) Runcorn
(4570) Runcorn es un asteroide perteneciente al cinturón de asteroides, descubierto el 14 de agosto de 1985 por Edward Bowell desde la Estación Anderson Mesa (condado de Coconino, cerca de Flagstaff, Arizona, Estados Unidos).

## Designación y nombre
Designado provisionalmente como 1985 PR. Fue nombrado Runcorn en honor al geofísico británico Stanley Keith Runcorn cuya investigación se centra en las propiedades magnéticas de las rocas.

## Características orbitales
Runcorn está situado a una distancia media del Sol de 2,198 ua, pudiendo alejarse hasta 2,437 ua y acercarse hasta 1,959 ua. Su excentricidad es 0,108 y la inclinación orbital 5,015 grados. Emplea 1190 días en completar una órbita alrededor del Sol.

## Características físicas
La magnitud absoluta de Runcorn es 13,3. Tiene 3,944 km de diámetro y su albedo se estima en 0,952. Está asignado al tipo espectral Sa según la clasificación SMASSII.